# Barney Frank

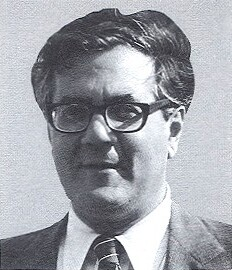
Fotografía de 1981.

Barney Frank (Bayonne, Nueva Jersey, 31 de marzo de 1941) 
Político estadounidense.

## Biografía
Licenciado en Ciencias Políticas por la Universidad de Harvard, en la que fue profesor de 1962 a 1972. En 1977 obtuvo el doctorado en derecho por la misma universidad.
Entre 1972 y 1980 fue miembro de la cámara de Representantes del estado de Massachusetts. En 1980 fue elegido para la Cámara de Representantes de los Estados Unidos, por el Partido Demócrata, como representante del estado de Massachusetts, ocupando el cargo en 1981.
En 1987 y como respuesta a una pregunta de un periodista del Boston Globe, se declaró gay. Con lo que se convertía en el segundo miembro de la Cámara de Representantes de los Estados Unidos en hacerlo y el primero en hacerlo espontáneamente. Cuatro años antes, en 1983, Gerry Studds, lo hizo tras ser acusado de haber mantenido relaciones con un becario en 1973.
Tras este hecho fue reelegido por sus votantes en 1988 con el 70% de los votos.
En 1989, el Washington Times, le acusó de contratar los servicios de un chapero en 1985. Por lo que solicitó una comisión ética que investigara sus actos. La comisión aprobó que fuera sancionado. A pesar de ello en 1990 y en 1992 fue reelegido por su electorado.
En 2009 propuso, junto a Christopher Dodd, la Ley Dodd-Frank de reforma de Wall-Street y protección del consumidor. Dicha propuesta de Ley fue finalmente firmada por el presidente Barack Obama en 2010.
Entre otros de sus logros legislativos destacan también la ley de compensación a los japoneses-estadounidenses recluidos durante la Segunda Guerra Mundial o la oposición a la ley que intentaba prohibir la entrada de seropositivos en Estados Unidos. Es un defensor de los derechos de la comunidad LGTB, siendo la figura política gay más conocida e influyente en su país.
- Datos: Q537287
- Multimedia: Barney Frank / Q537287